# ただいまワイド
『ただいまワイド』は、1994年10月17日から1997年9月26日まで東北放送（TBCテレビ）で放送された平日夕方のローカルワイド番組である。

## 概要
各地で夕方ワイド番組がスタートしていた1994年、仙台放送の『夕やけTV編集局』に対抗すべく、総合司会に同じ東北放送のラジオ番組『ラジオはAM翔んでけ電波』やローカルテレビ番組『ザ・テレビック』などで人気があった石川太郎（東北放送アナウンサー）を起用。サブタイトルを『太郎の生いき情報館』と銘打ち、石川のパーソナリティ性を打ち出した。
1996年6月より石川が朝の情報番組『おはようクジラ』の中継キャスターに起用されたため、総合司会を若生哲旺（東北放送アナウンサー）に交替。18時台のニュースを『TBCニュースウェーブ』として独立させ、同年10月よりタイトルも『新・ただいまワイド』としてリニューアルしたものの、わずか1年を以って終了した。

## 放送時間・タイトルの変遷
| 期間       | 期間      | 番組タイトル                      | 放送時間（JST）                      |
| ---------- | --------- | --------------------------------- | ------------------------------------ |
| 1994.10.17 | 1996.5.31 | ただいまワイド 太郎の生いき情報館 | 月 - 金曜日16:54 - 19:00（2時間6分） |
| 1996.6.3   | 1996.9.27 | ただいまワイド                    | 月 - 金曜日16:54 - 18:00（66分）     |
| 1996.9.30  | 1997.9.26 | 新・ただいまワイド                | 月 - 金曜日16:54 - 18:00（66分）     |

## 歴代キャスター

### メインキャスター
| 期間       | 期間      | 担当アナウンサー |
| ---------- | --------- | ---------------- |
| 1994.10.17 | 1996.5.31 | 石川太郎         |
| 1996.6.3   | 1997.3.28 | 若生哲旺         |
| 1997.3.31  | 1997.9.26 | 小林徹夫         |

### 定点中継リポーター（日立HITプラザなどからの中継）
- 藤沢智子[1]
- 中野文恵[1]
- 鈴木恵子[1]
- さわともか

### 中継地リポーター
- 若生哲雄[1]
- 大木香乃[1]
- 佐藤修[1]

### ニュースキャスター
- 郡和子[1]
- 橋本俊一[1]